# Rosslyn Farms
Rosslyn Farms es un borough ubicado en el condado de Allegheny en el estado estadounidense de Pensilvania. En el año 2000 tenía una población de 464 habitantes y una densidad poblacional de 298.6 personas por km².

## Geografía
Rosslyn Farms se encuentra ubicado en las coordenadas 40°25′15″N 80°5′25″O / 40.42083, -80.09028.

## Demografía
Según la Oficina del Censo en 2000 los ingresos medios por hogar en la localidad eran de $100,125 y los ingresos medios por familia eran $145,799. Los hombres tenían unos ingresos medios de $105,327 frente a los $73,083 para las mujeres. La renta per cápita para la localidad era de $71,612. Alrededor del 2.6% de la población estaba por debajo del umbral de pobreza.